# Elephant walk

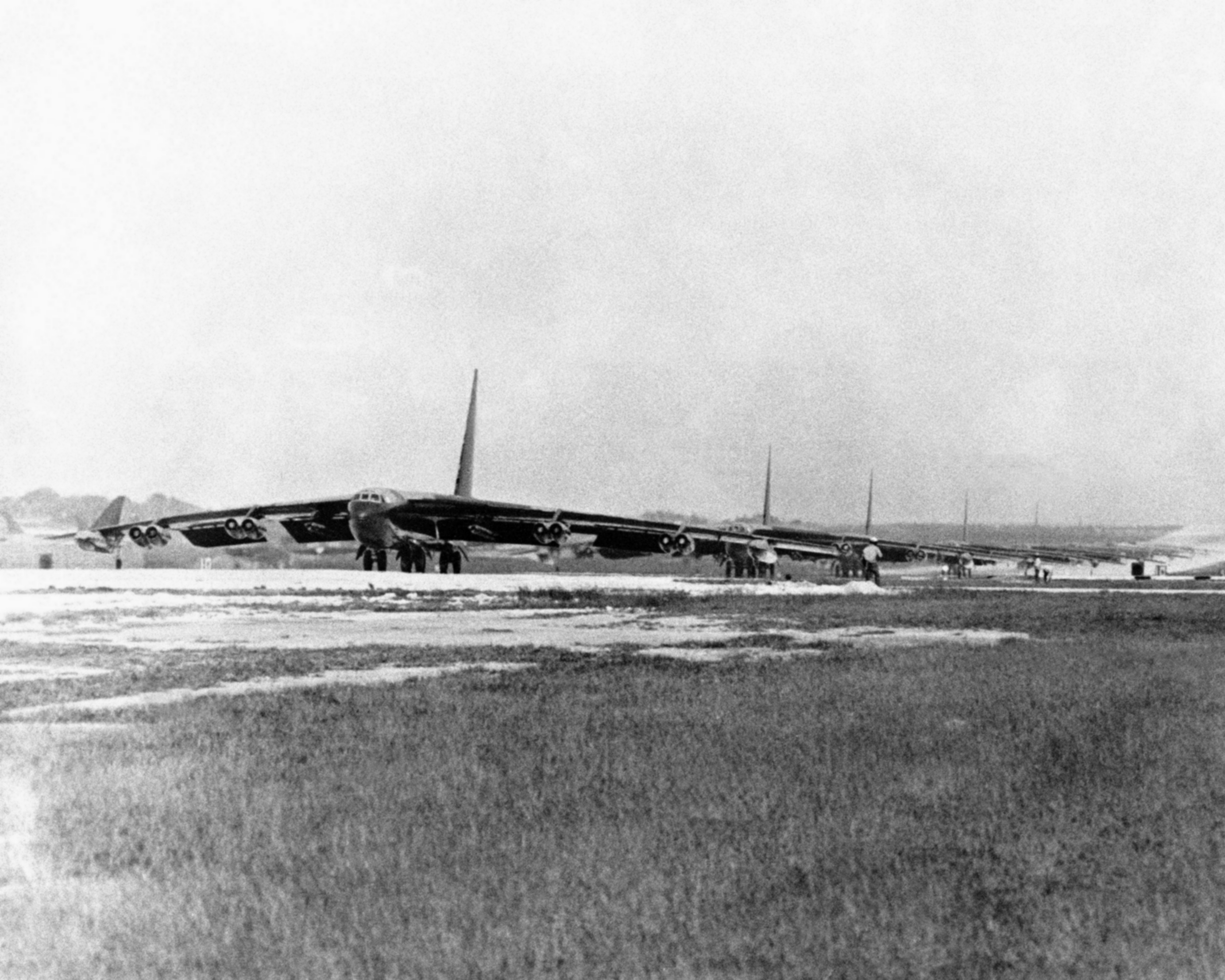
Elephant walk di uno squadrone di bombardieri Boeing B-52 Stratofortress in decollo per una missione Linebacker II.

Elephant walk, in italiano "sentiero degli elefanti" o "pista degli elefanti", è la denominazione in uso nella United States Air Force per indicare l'impressionante manovra effettuata a terra dagli aerei da guerra di un'intera formazione che si concentrano e si mettono in movimento tutti insieme per effettuare le operazioni di decollo in massa. Questa complessa operazione, spesso effettuata in situazioni di allarme in cui è richiesto il decollo rapido di tutti gli aerei secondo la procedura del Minimum interval takeoff, può interessare i grandi bombardieri strategici che, nel loro movimento in massa lungo la pista, ricordano figurativamente la pesante marcia degli elefanti.
La denominazione entrò in uso nella seconda guerra mondiale per indicare le operazioni di decollo delle enormi formazioni di bombardieri pesanti e ultra-pesanti americani impegnati nei bombardamenti strategici sulla Germania e sul Giappone.

## Origine
Durante la seconda guerra mondiale le United States Army Air Forces (USAAF) impiegarono, a partire dal 1943, un numero sempre crescente di bombardieri pesanti Boeing B-17 Flying Fortress e Consolidated B-24 Liberator in grandi e continue operazioni di bombardamento strategico sulla Germania nazista e l'Europa occupata.

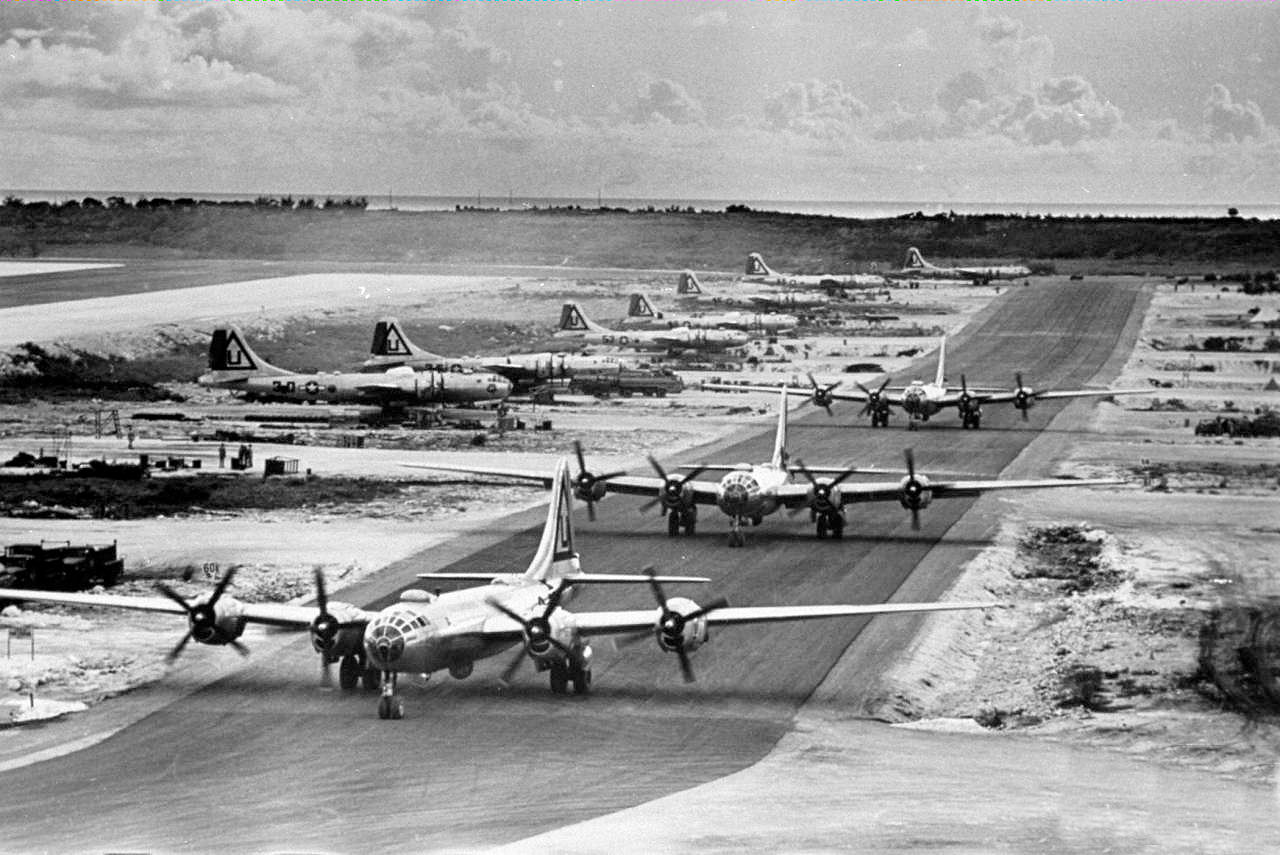
Un elephant walk di bombardieri ultra-pesanti Boeing B-29 Superfortress in decollo per una missione di bombardamento sul Giappone nel 1945.

Queste complesse missioni aeree comprendevano nel 1944-1945 oltre 1.000 bombardieri che decollavano in massa da un piccolo numero di basi aeree in Gran Bretagna e Italia meridionale prima di assumere la prevista formazione di volo dopo essere saliti in quota. Le operazioni di decollo si prolungavano per ore e coinvolgevano un gran numero di grandi bombardieri che si muovevano sincronicamente, ravvicinati lungo le piste secondo un preciso studio dei tempi e delle distanze.
Le operazioni di bombardamento strategico nel teatro del Pacifico erano ancor più impegnative; in questo caso l'USAAF impiegava dal giugno 1944 i grandi bombardieri ultra-pesanti Boeing B-29 Superfortress che, a pieno carico, pesavano sessanta tonnellate, e avevano un'apertura alare di oltre 50 metri. Questi giganteschi aerei partivano in un primo momento dalle lontane basi aeree in Cina, mentre dal novembre 1944 vennero trasferiti nelle basi aeree di Guam, Tinian e Saipan, nelle isole Marianne, da dove si dirigevano verso il Giappone in lunghe e logoranti missioni a oltre 3.000 chilometri di distanza. In questo caso le operazioni di decollo erano veramente impressionanti: lunghe file di enormi bombardieri B-29 si succedevano rapidamente, uno dietro l'altro, lungo le grandi piste che venivano percorse con velocità crescente in mezzo alla polvere e al frastuono dei motori. Nel caso dell'operazione Meetinghouse del 9/10 marzo 1945, la manovra di decollo coinvolse 334 bombardieri divisi su tre piste diverse che, a pieno carico di armamento e carburante, riuscirono a decollare tutti regolarmente in due ore e 45 minuti con un intervallo di quaranta secondi l'uno dall'altro.
Gli osservatori delle impressionanti operazioni di rullaggio lungo le piste e decollo, di un gran numero di possenti bombardieri strategici quadrimotori americani in fila a distanza ravvicinata, affermarono che queste manovre somigliavano alla tumultuosa marcia degli elefanti in cerca della sorgente d'acqua più vicina. Da queste osservazioni derivò durante la seconda guerra mondiale il termine Elephant walk ("cammino degli elefanti", "sentiero degli elefanti" o "pista degli elefanti") riferito agli spostamenti in massa dei grandi bombardieri prima dei decolli per le missioni sull'Europa o sul Giappone.

## Dopo la seconda guerra mondiale

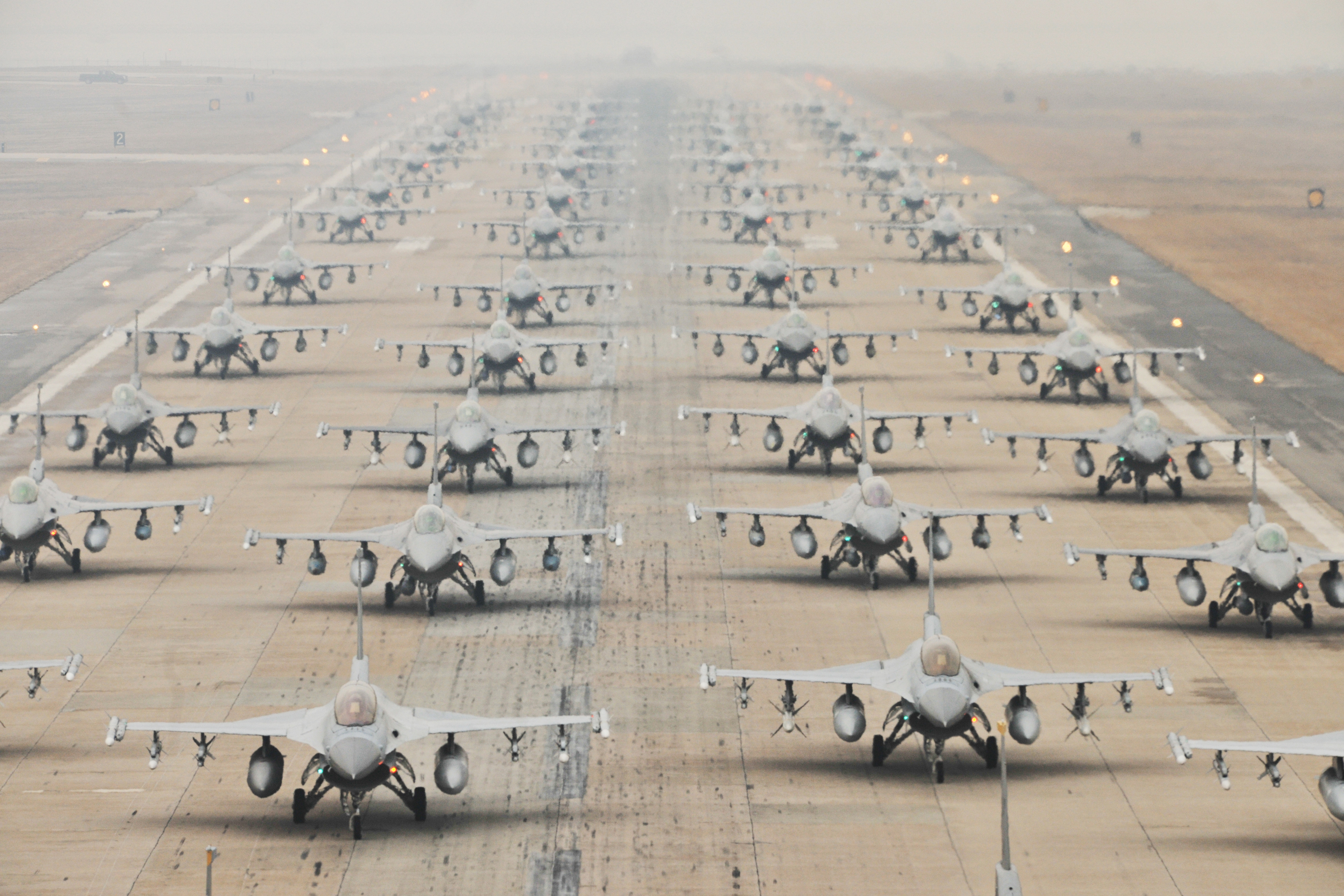
Una formazione di caccia F-16 in un elephant walk nella base aerea di Kunsan, in Corea del Sud.

Dopo la fine della seconda guerra mondiale, la locuzione Elephant walk rimase nel lessico comunemente impiegato dalle nuove forze aeree autonome statunitensi, la United States Air Force (USAF), per identificare un'operazione di decollo rapido in massa di un gran numero di aerei. Durante la Guerra fredda i bombardieri dello Strategic Air Command in allerta a terra effettuavano regolarmente spettacolari decolli in massa con una formazione Elephant walk, in cui era anche previsto di ridurre al massimo il tempo di esecuzione secondo le procedure del cosiddetto Minimum interval takeoff.
Nel corso dei decenni della Guerra fredda, lo Strategic Air Command svolgeva anche grandi Inspector General Exercises, "ispezioni generali per valutazione dell'addestramento", che in alcuni casi si concludevano con la sola esercitazione di movimento in elephant walk dei bombardieri lungo le piste non seguite da reali decolli; in questo modo impressionante gli alti comandi dell'USAF valutavano tutti gli aspetti dell'effettiva preparazione di un intero stormo aereo in caso di missioni reali di guerra.

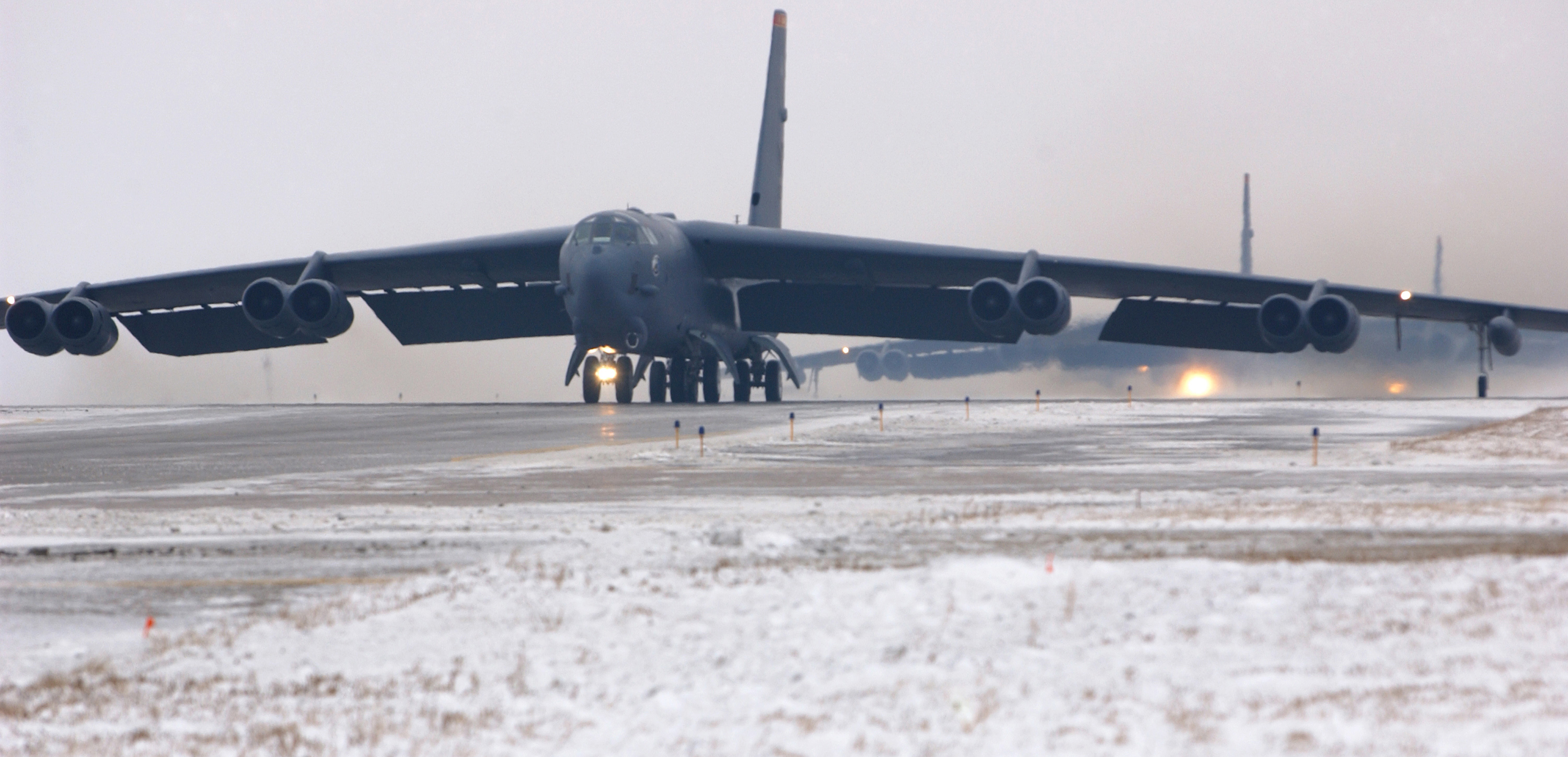
Elephant walk di bombardieri Boeing B-52 Stratofortress nella base aerea di Minot.

Grandi operazioni aeree negli anni ottanta potevano coinvolgere fino a 120 aerei da bombardamento e attacco che decollavano dopo un elephant walk in meno di un'ora dalle basi dell'USAF in Europa. Altre grandi operazioni con spostamento in massa di aerei dagli anni sessanta al 1989 era le Reforger che prevedevano decolli di 40-50 aerei per volta.
Durante la guerra del Vietnam i grandi bombardieri strategici Boeing B-52 Stratofortress schierati nella base aerea Andersen a Guam, effettuavano spesso decolli preceduti da Elephant walk per effettuare le innumerevoli missioni Arc Light. Nel corso delle lunghe e pericolose missioni dell'operazione Linebacker e Linebacker II, un gran numero di B-52 erano concentrati a Guam ed effettuavano impressionanti decolli in massa. La denominazione Elephant walk in questo caso venne anche utilizzata per identificare le lunghe linee di bombardieri mentre si avvicinavano agli obiettivi in Vietnam del Nord.
Dal punto di vista della tattica aerea un'Elephant walk può dare dimostrazione della capacità di un reparto di cooperare efficacemente e di entrare in azione con efficienza e rapidità; essa inoltre viene eseguita anche per addestrare le unità aeree ad operazioni reali di guerra e preparare i piloti al decollo in formazione su allarme con aerei completamente riforniti di carburante e armamenti. La spettacolare dimostrazione di forza di un elephant walk in alcune occasioni è stata utilizzata per esaltare e festeggiare il lavoro di squadra, l'efficienza del personale, la preparazione degli equipaggi e i risultati raggiunti da una determinata formazione aerea dopo una vittoriosa campagna di guerra. Dopo l'operazione Desert Storm, uno stormo di aerei d'attacco Fairchild-Republic A-10 Thunderbolt II celebrarono la vittoria con un impressionante elephant walk di 144 aerei appartenenti a sette squadroni diversi.
La tecnica del Elephant walk viene anche impiegata da alcune pattuglie acrobatiche, in particolare quelle strettamente collegate con una forza armata regolare come i Blue Angels e i Thunderbirds degli Stati Uniti o gli Snowbirds del Canada; in questo caso la pattuglia di aerei si muove in formazione serrata lungo la pista di volo e mantiene questa formazione durante il decollo vero e proprio.

## Galleria d'immagini

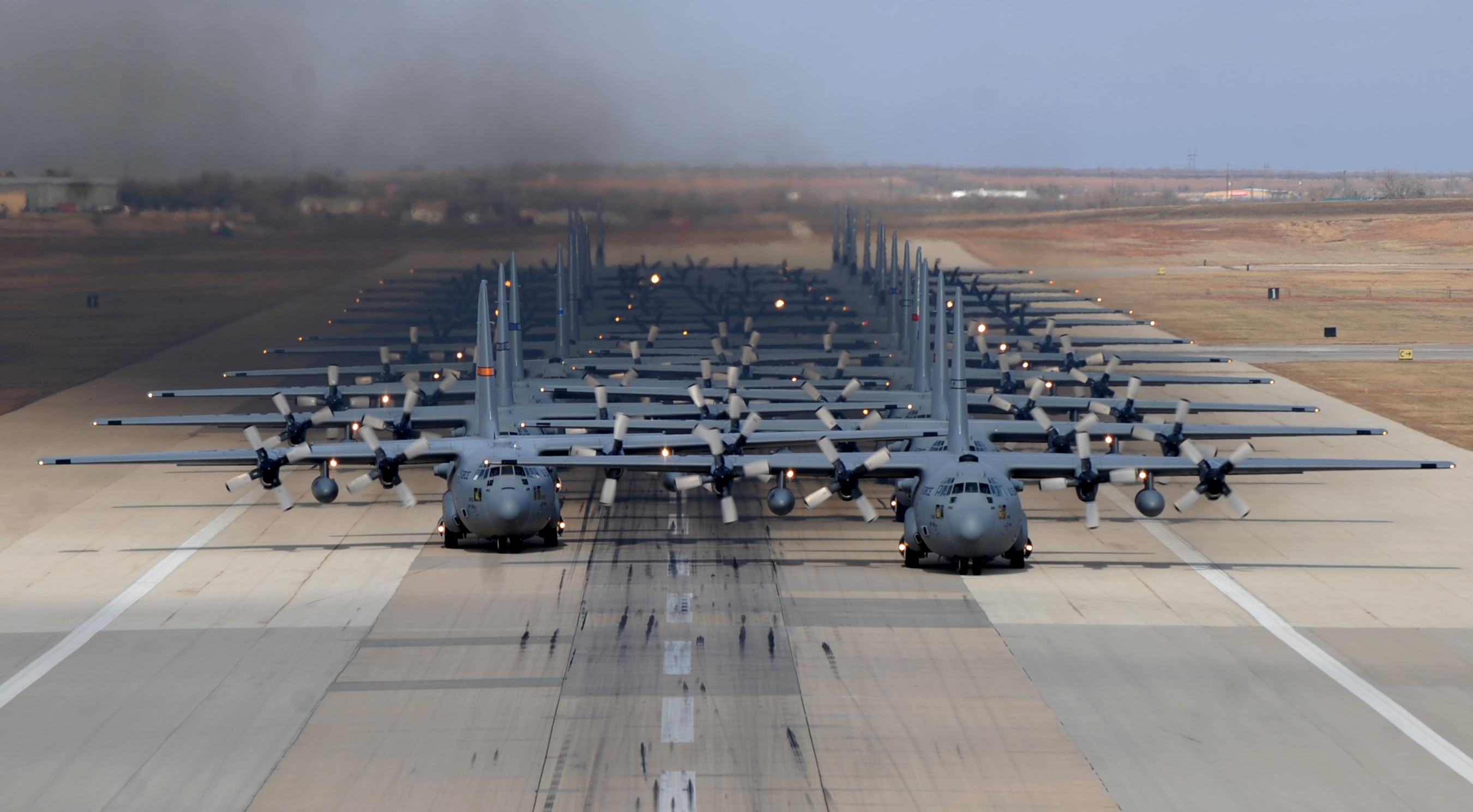
Elephant walk di aerei da trasporto Lockheed C-130 Hercules
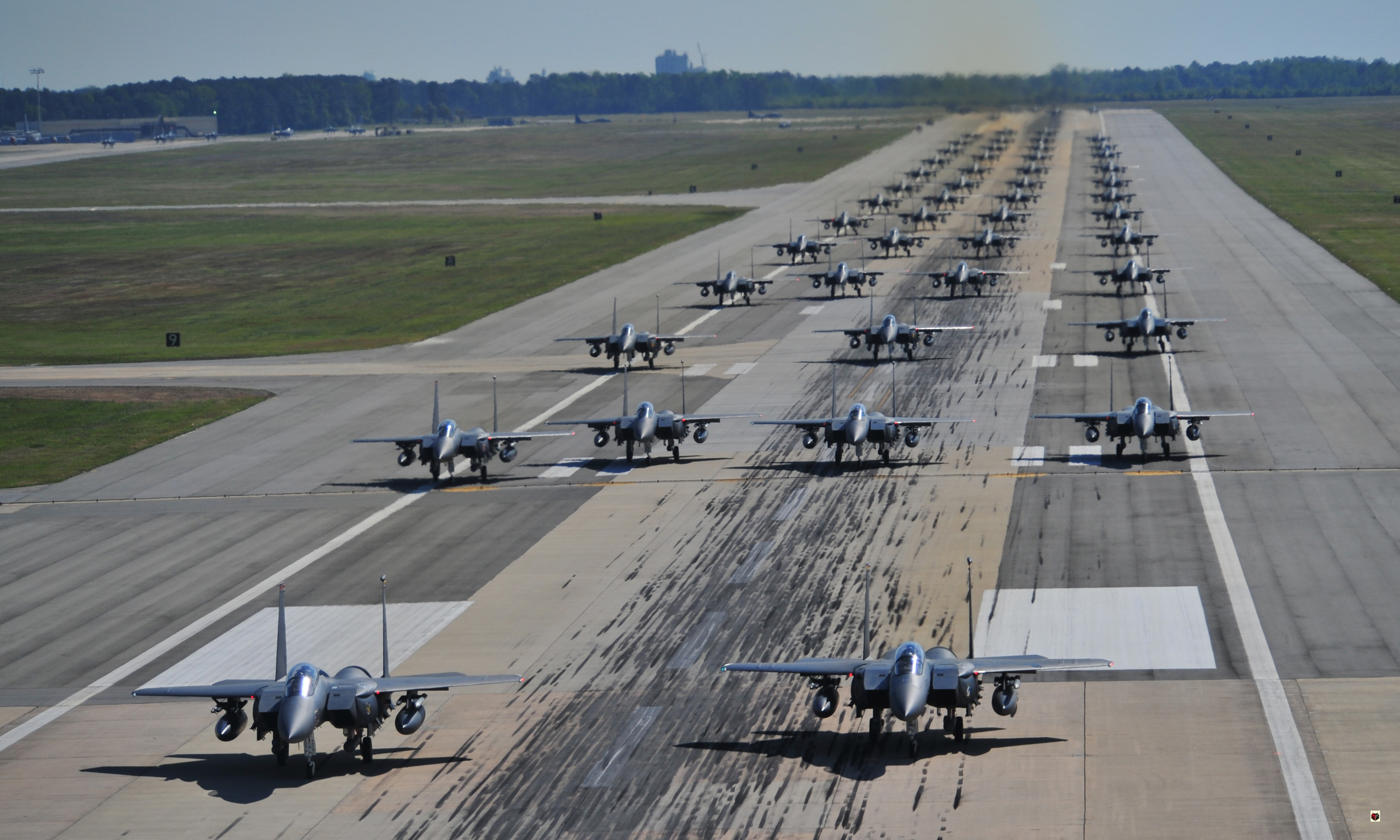
Formazione in decollo di McDonnell Douglas F-15E Strike Eagle
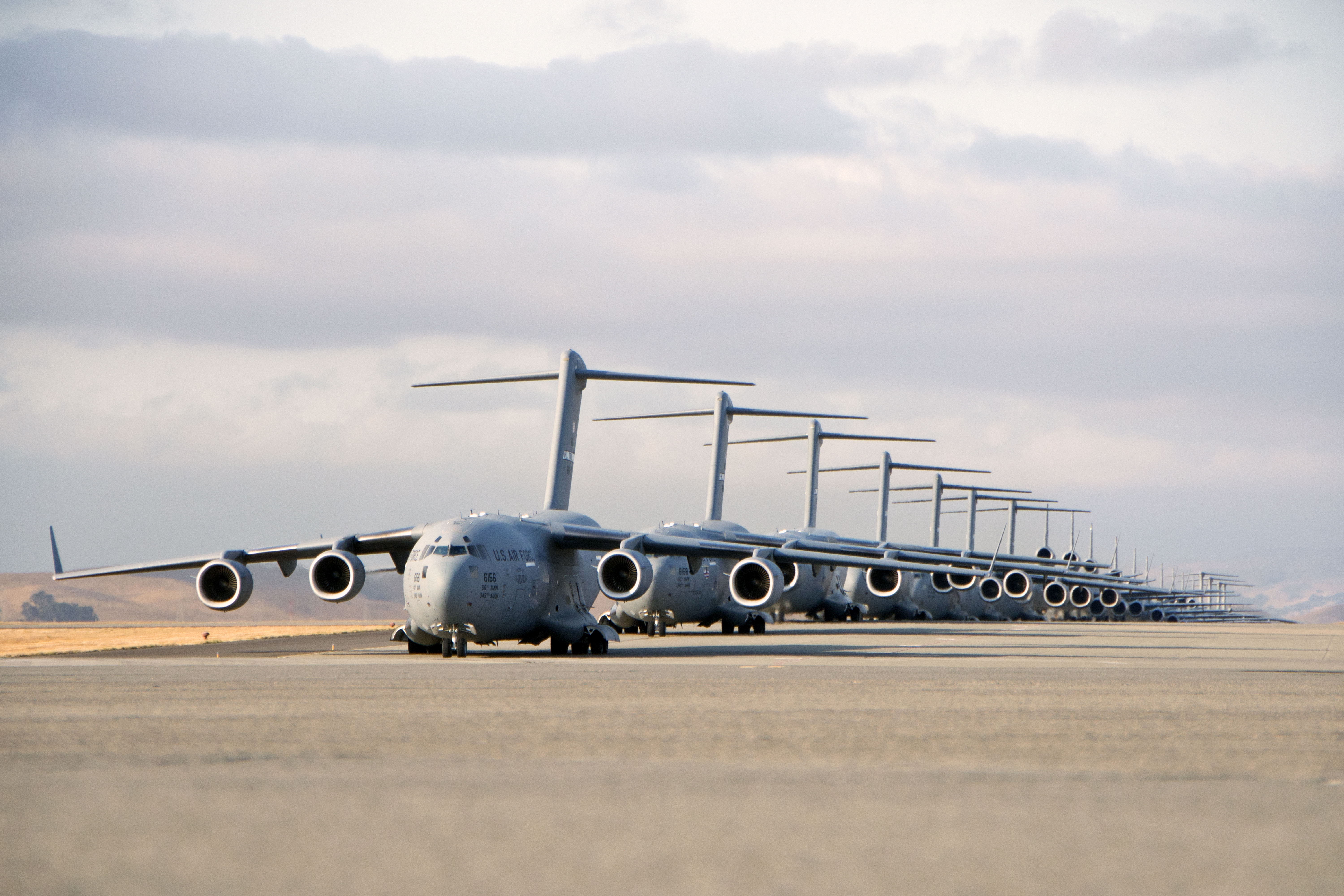
Decollo in formazione di aerei da trasporto Boeing C-17 Globemaster III
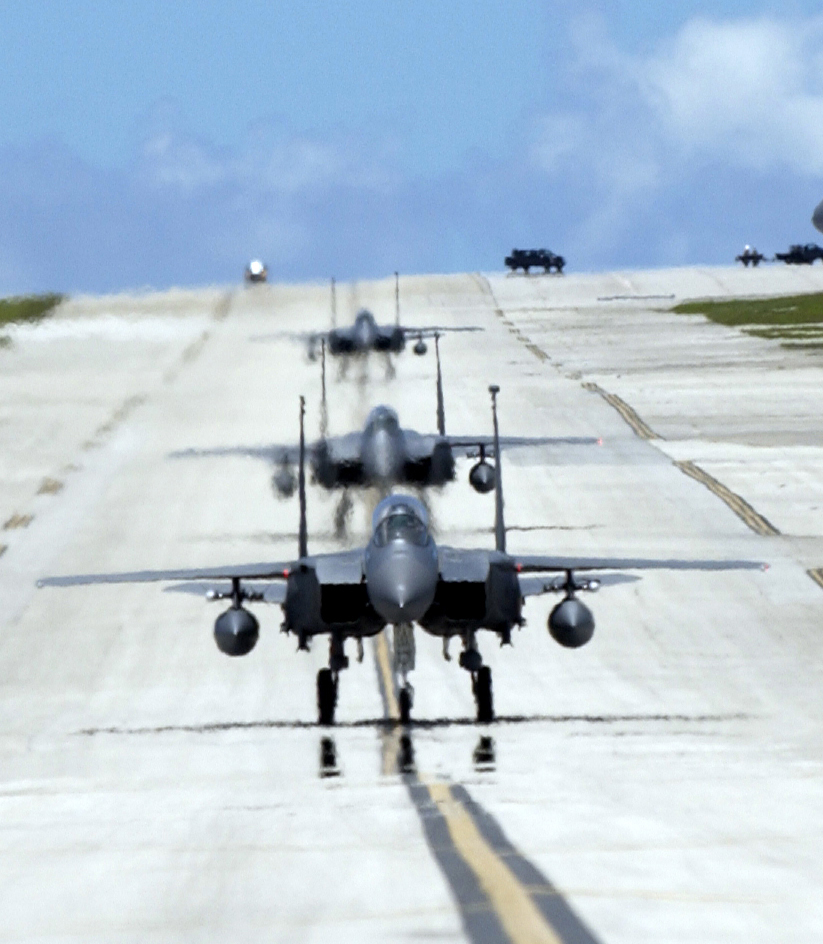
Decollo di aerei F-15E Strike Eagle
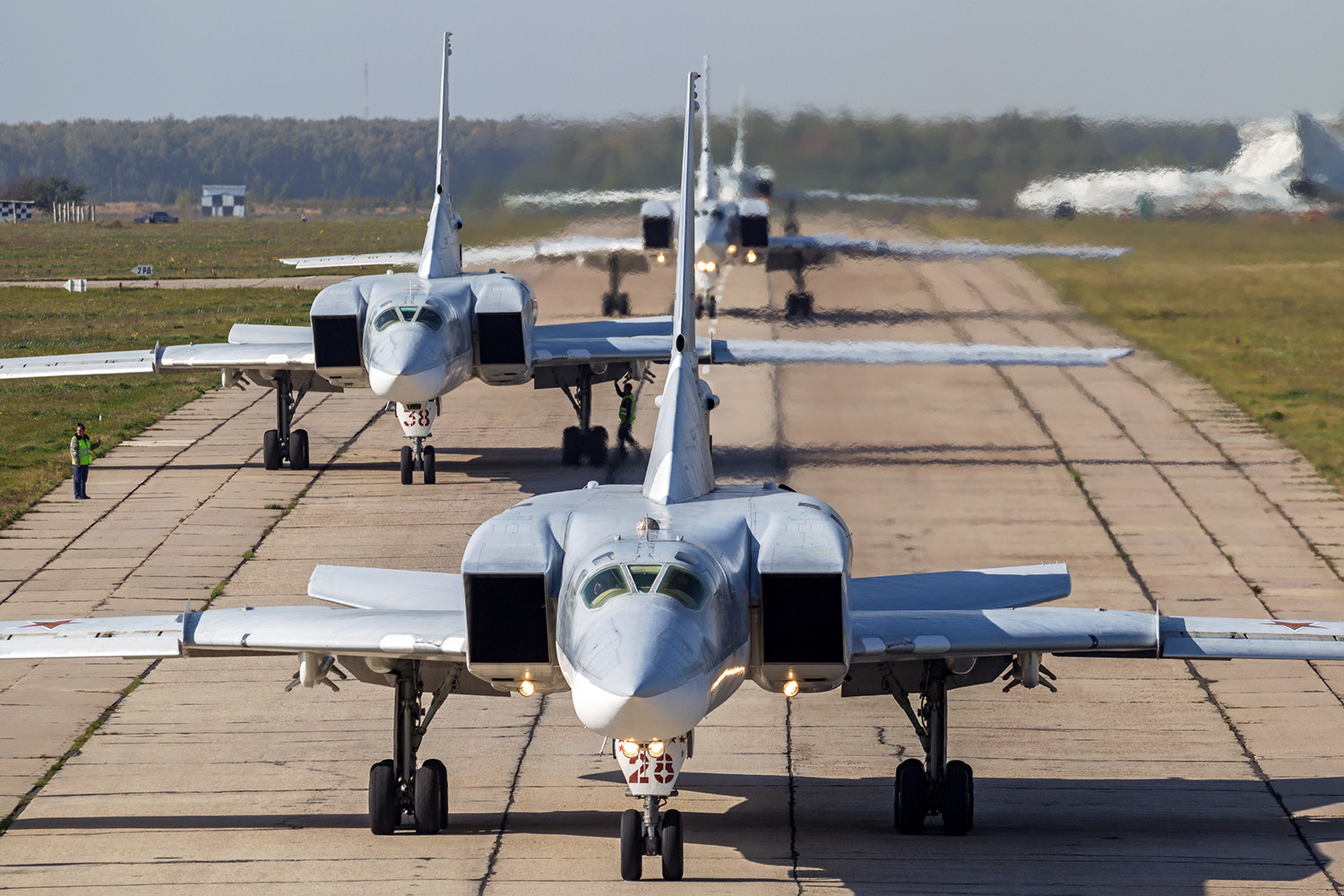
Formazione serrata in decollo di bombardieri russi Tupolev Tu-22M
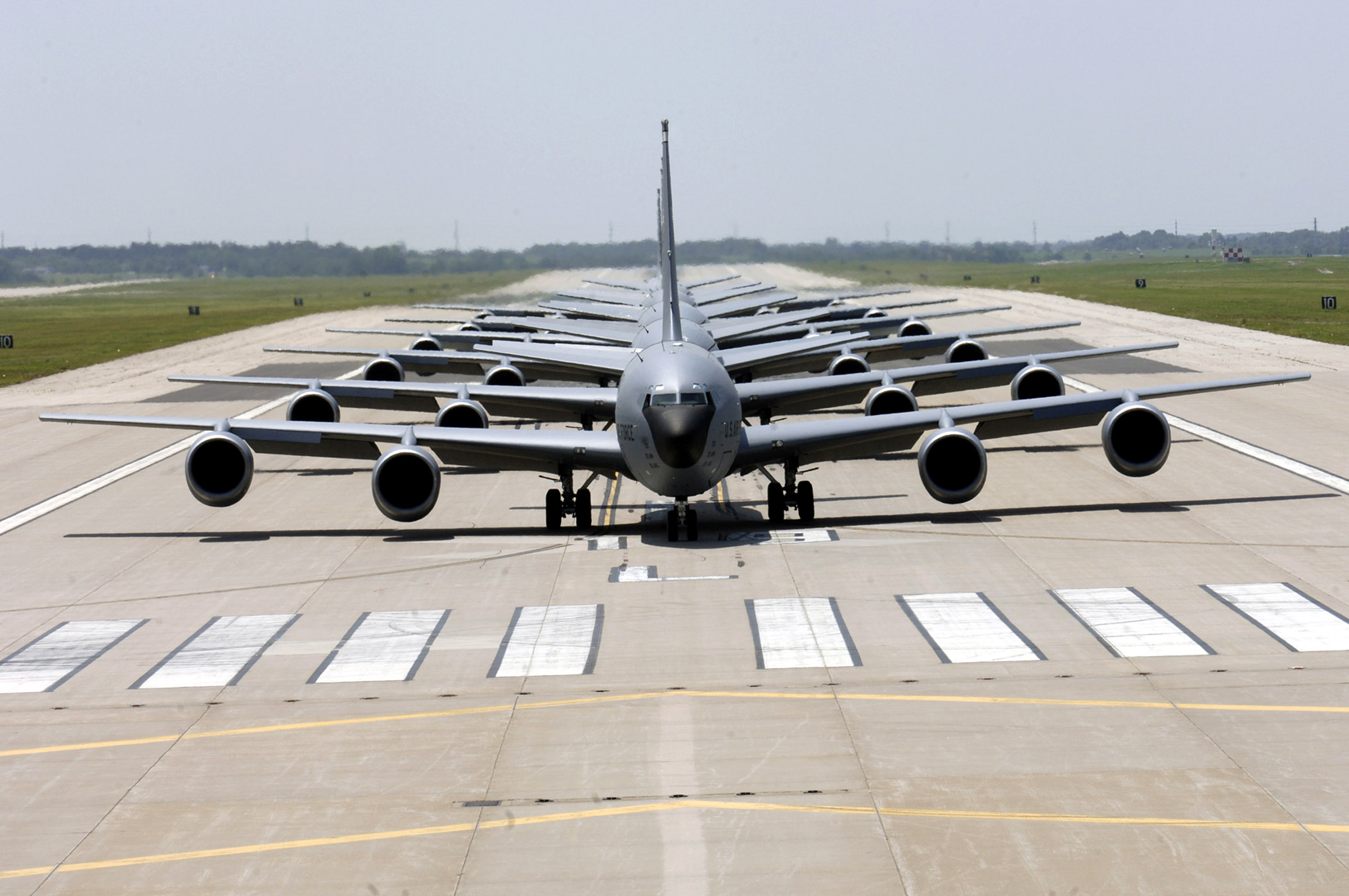
Elephant walk di aerocisterne Boeing KC-135 Stratotanker